# M.J. Eriksson
M.J Eriksson A/S er en dansk jord- og anlægsentreprenør med hovedkvarter i Ishøj. De har ca. 700 ansatte med kompetencer til at håndtere alle typer opgaver indenfor jord, anlæg og byggeri. De har en maskinpark som tæller 450 entreprenørmaskiner. I 2023 havde de en årsomsætning på ca. 3 mia. kroner. Historien går tilbage til 1945, og det nuværende selskab er etableret i 1982.